# Кече
Кече или плис е традиционна албанска шапка, направена от вълнен филц. Разпространена е основно в териториите, населени с албанци, и е част от традиционната албанска носия.

## Етимология
Произлиза от албанската дума qeleshja или qeleshe.
Платът с който се правят шапките се смята за този с който са ги правили и древните илири.
Думата qeleshe произлиза от албанската дума за вълна lesh.

## Разпространение
Кечето е част от традиционните дрехи на албанските планинци, и се счита за един от символите на Албания.
В северните планински части на Албания формата на шапката е сферична, докато в района на Кукъс е пресечна. В южна Албания кечето е по-високо, отколкото в северна Албания, най-вече в районите на Аргирокастро и Вльора, с изключение на ниските равнинни райони на Музакия. В някои райони на южна Албания кечето има малки изпъкналости. Направено е от едно парче вълнен филц, обикновено бял на цвят, който се изработва по-формата на главата.
Град Круя е определян като традиционното място за изработването на шапките. В района на Тирана се носят от мъжете по време на сватби.

## Галерия
- Полусферично кече
- Плоско кече
- Различни видове кечета
- Майстор, изработващ кечета
- Франц Нопча с носия от Северна Албания, 1913
- Албанско музикално трио